# برتليت
البَرْتليت هو زينة ملحقة بالأزياء من القرن السادس عشر. كان عبارة عن ثوب بلا كمين يرتدى فوق الرقبة والكتفين، إما يرتدى فوق فستان أو يرتدى لملء خط العنق المنخفض. 